# Chamarajanagar
Chamarajanagar est une ville indienne située dans le district de Chamarajanagar dans l’État du Karnataka. En 2001, sa population est de 60 810 habitants.

## Source de la traduction
- (en) Cet article est partiellement ou en totalité issu de l’article de Wikipédia en anglais intitulé « Chamarajanagar » (voir la liste des auteurs).